# Powstanie chłopskie w Siedmiogrodzie
Powstanie chłopskie w Siedmiogrodzie (także Powstanie Horei, Cloșki i Crișana) – antyfeudalna rebelia chłopska w latach 1784–1785, w konsekwencji której w 1785 roku cesarz ogłosił zniesienie poddaństwa (jednak z licznymi ograniczeniami).
Na czele powstania stanęło trzech chłopów: Vasile Ursu Nicola (Horea), Ion Oargă (Cloșca) i   Marcu Giurgiu (Crișan).
W październiku roku 1784 oddział 6000 chłopów z Siedmiogrodu pod przywództwem Horei udał się do miejscowości Alba Julia, gdzie zamierzał pozyskać broń potrzebną do walki z Turkami po stronie cesarza Józefa II. Dnia 1 listopada chłopi zostali jednak zaatakowani przez siły lokalnych władz, co stało się zalążkiem wybuchu powstania w całym Siedmiogrodzie. 
Na targu w Brad Crișan zapowiedział ogłoszenie rozporządzeń cesarza, które rzekomo uzyskał Horea. Następnie w cerkwi w Mesteacăn poinformował chłopów, że cesarz ograniczył pańszczyznę do jednego dnia w tygodniu. Całkowite zwolnienie z pańszczyzny mieli uzyskać chłopi którzy zaciągną się do wojska. Podjęta próba aresztowania Crișana nie powiodła się, bowiem chłopi pobili i rozbroili żołnierzy. Drugiego listopada 1784 roku Crișan wezwał zgromadzonych w cerkwi chłopów do uzbrojenia się i zaatakowania szlachty. Następnego dnia powstańcy zajęci miejscowość Ribița a kolejnego Baia de Criș. Atakowali dwory, kościoły katolickie i protestanckie, palili wykazy swych powinności i długów. Zniszczeniu uległy 132 zamki. Niekiedy przedstawicieli szlachty zmuszali do przejścia na prawosławie, lub przebierali w chłopską odzież i zmuszali do wykonywania prac pańszczyźnianych. W wyniku walk rebelianci zajęli kilka miasteczek, domagając się zniesienia pańszczyzny, podziału majątków ziemskich i zniesienia stanu szlacheckiego. Doszło do krwawych walk ze szlachtą, która dopuszczała się licznych okrucieństw. Dnia 7 grudnia powstańcy ponieśli klęskę w bitwie pod Mihăileni. 
Po tej porażce wojska rządowe po kolei likwidowały kolejne oddziały powstańcze. Dnia 14 grudnia Horea uciekł w góry, gdzie po dwóch tygodniach został pojmany podobnie jak Cloșca i Crișan. Crisan w obawie przed kaźnią popełnił w więzieniu samobójstwo, natomiast Horea i Cloșca 28 lutego 1785 roku w czasie publicznej egzekucji zostali straceni przez łamanie kołem i ćwiartowanie. Ten wyrok wydany przez komisarza królewskiego Anatola Jankovicha wywołał oburzenie szlachty, dlatego że skazani na torturę łamania kołem i śmierć zostali tylko trzej przywódcy powstania, natomiast pozostali chłopi uczestniczący w rebelii zostali ułaskawieni. 
Pomimo klęski powstania, chłopi uzyskali szereg ulg ze strony władz. 
Konsekwencją powstań chłopów czeskich (1775) i rumuńskich (1784) było cesarskie zarządzenie znoszące poddaństwo (1785). Cesarz Józef II Habsburg łagodząc ucisk feudalny w Siedmiogrodzie przyznał chłopom prawo odejścia, rozporządzania majątkiem ruchomym oraz zawierania związków małżeńskich bez zgody feudała. 
Dominik Teleki ocenił, że jednym z głównych powodów buntu było bezprawne postępowanie szlachty wobec chłopów.